# Turraeanthus longipes
Turraeanthus longipes är en tvåhjärtbladig växtart som beskrevs av Henri Ernest Baillon. Turraeanthus longipes ingår i släktet Turraeanthus och familjen Meliaceae. Inga underarter finns listade i Catalogue of Life.